# Bính Tý
Bính Tý (chữ Hán: 丙子) là kết hợp thứ 13 trong hệ thống đánh số Can Chi của người Á Đông. Nó được kết hợp từ thiên can Bính (Hỏa dương) và địa chi Tý (chuột). Trong chu kỳ của lịch Trung Quốc, nó xuất hiện trước Đinh Sửu và sau Ất Hợi.

## Các năm Bính Tý
Giữa năm 1700 và 2200, những năm sau đây là năm Bính Tý (lưu ý ngày được đưa ra được tính theo lịch Việt Nam, chưa được sử dụng trước năm 1967):
- 1756
- 1816
- 1876
- 1936 (24 tháng 1, 1936 – 10 tháng 2, 1937)
- 1996 (19 tháng 2, 1996 – 6 tháng 2, 1997)
- 2056 (15 tháng 2, 2056 – 3 tháng 2, 2057)
- 2116
- 2176